# Park Inn by Radisson Berlin Alexanderplatz
Park Inn by Radisson Berlin Alexanderplatz er et hotel beliggende på Alexanderplatz i bydelen Mitte i Berlin, Tyskland. Bygningen er Berlins højeste skyskraber og den højeste hotelbygning i Tyskland.
Hotellet blev opført som Hotel Stadt Berlin og blev oprindeligt drevet af DDR-hotelkæden Interhotel. Det var dengang et af de få firestjernede hoteller i Østberlin. Efter Tysklands genforening blev hotellet i 1993 omdøbt til Forum Hotel Berlin. Det blev overtaget af Park Inn by Radisson Berlin Alexanderplatz-kæden i 2003 og blev omdøbt. I 2005 blev facaden komplet fornyet. I panoramarestauranten på 37. etage er der i dag et kasino – som er det højest placerede i Europa.
Som led i en større plan om at omdanne Alexanderplatz har det været foreslået at rive hotellet ned.[kilde mangler]